# Тилло, Алексей Андреевич
Алексей Андреевич Тилло (13 [25] ноября 1839, Киевская губерния — 30 декабря 1899  [11 января 1900], Санкт-Петербург) — российский географ, картограф и геодезист, генерал-лейтенант, член-корреспондент Санкт-Петербургской Академии наук.

## Биография
Родился 13 (25) ноября 1839 года в Киевской губернии, по другим данным в городе Киеве
Происходил из французского дворянского рода, его дед был гугенотом, переселившимся в Киев, но уже отец был русский подданный.

### Военная служба
Окончив курс в Киевском кадетском корпусе и Дворянском полку, Алексей Андреевич Тилло 16 июня 1859 года был произведён в прапорщики и зачислен в лейб-гвардии конно-гренадерский полк.
В 1861 году поступил в Михайловскую артиллерийскую академию, а оттуда на геодезическое отделение Академии Генерального штаба, в которой курс наук заканчивает в 1864 году и был зачислен в Генеральный штаб. В следующие два года проходил практику на Пулковской обсерватории, после чего собственно и началась его научная деятельность. За это время он последовательно получил чины поручика (30 августа 1861 года), штабс-капитана (6 ноября 1864 года) и капитана (9 ноября 1865 года).
Продолжил службу в Оренбургском военном округе, где он занимал должность начальника военно-топографического отдела, причём во время научных изысканий он неоднократно бывал в стычках с бухарскими и хивинскими войсками.
31 марта 1868 года он получил звание подполковника и 1 января 1871 года — полковника.
29 октября 1872 года был назначен командиром Каспийского пехотного полка, которым командовал до 24 июля 1879 года, а уже 20 августа 1882 года с производством в генерал-майоры был назначен начальником штаба 1-го армейского корпуса. После этого 10 января 1894 года получил назначение начальником 37-й пехотной дивизии, а за четыре дня до смерти был назначен сенатором. 30 августа 1894 года получил чин генерал-лейтенанта.

### Научная деятельность
Учёная карьера А. А. Тилло началась с его выхода из Академии Генерального штаба, и его первой крупной самостоятельной работой было производство нивелировки между Каспийским и Аральским морями, давшей разность высот этого последнего и океана. С этого времени он уже не оставлял никогда интересоваться собиранием материалов по гипсометрии России и позднее использовал собранные им данные разными способами.
Самой выдающейся работой такого рода является его обзорная «Гипсометрическая карта Европейской России» в масштабе 60 вёрст в 1 дюйме (1:2 520 000), изданная Министерством путей сообщения в 1889 году, которая в то же время была и первой такой картой, установившей действительно верный и научный взгляд на рельеф России. Эти работы заложили основы отечественной гипсометрической школы.
К этому же роду работ относятся его работы по своду нивелировок и по измерению площадей бассейнов рек Европейской и Азиатской России (последний остался незаконченным и этот труд продолжил после его смерти Ю. М. Шокальский), дающие совершенно новые и обоснованные более научно данные по этим вопросам.
Другая отрасль физико-географических знаний, которая не переставала привлекать всю жизнь А. А. Тилло, был земной магнетизм; ещё в бытность свою в Оренбурге он издал труд «Земной магнетизм Оренбургского края», а затем ему принадлежит, так же как и в гипсометрии, первая сводка всех магнитных определений в России. Благодаря его заботам была обстоятельно обследована магнитная аномалия в Харьковской и Курской губерниях. Затем им издан целый ряд теоретических трудов по земному магнетизму.
Работы по гипсометрии России заставили А. А. Тилло заняться вопросами метеорологического характера и в особенности распределением давления атмосферы. Результатом этих занятий было издание капитального труда с атласом «Распределение атмосферного давления на пространстве Российской империи и Азиатского материка по наблюдениям за 1836—1885 гг.».

### Последние годы жизни
В последние годы своей жизни руководил ещё одним крупным делом, начатым по его инициативе, а именно экспедицией по исследованию верховьев главнейших рек Европейской России. Помимо необыкновенно напряженной и плодотворной деятельности в этой экспедиции, А. А. Тилло попутно издал «Атлас распределения атмосферных осадков на речных бассейнах Европейской России», где в первый раз даны распределения осадков из месяца в месяц.
Скончался 30 декабря 1899 года в Санкт-Петербурге, похоронен на Смоленском евангелическом кладбище (Смоленское лютеранское кладбище).

## Членство в организациях
Принимал деятельное участие в работе Русского географического общества; в 1884—1889 гг. был членом совета, в 1889—1896 гг. — председателем отделения математической географии, а с 1897 г. — помощником председателя общества.
В 1892 году Тилло был избран членом-корреспондентом Парижской Академии Наук.
Член МОИП. Почетный член Института Инженеров Путей Сообщения Императора Александра I.

## Награды
- Орден Святого Станислава 2-й степени (1869)
- Орден Святой Анны 2-й степени (1873)
- Орден Святого Владимира 4-й степени (1876)
- Орден Святого Владимира 3-й степени (1879)
- Орден Святого Станислава 1-й степени (1885)
- Орден Святой Анны 1-й степени (1888)
- Орден Святого Владимира 2-й степени (1891)
- Орден Белого Орла (1896)

## Память
В честь А. А. Тилло названы:
- Остров Тилло — остров архипелага Земля Франца-Иосифа (название было присвоено советскими исследователями в 1953—1955 гг.)[4]. Административно относится к Приморскому району Архангельской области России.
- Мыс Тилло (Карское море, Берег Харитона Лаптева, мыс описан в 1901 году участниками Русской полярной экспедиции, тогда же было присвоено название мысу)[4];
- острова Тилло (Карское море, Берег Харитона Лаптева, название присвоено норвежским исследователем Ф. Нансеном в 1893 году)[4].
- В 1910 году в РГО была учреждена премия имени А. А. Тилло (по математической и физической географии).

А также:
- Фамилия А. А. Тилло выбита на медали «В память 50-летия КВТ» за особые заслуги перед Корпусом военных топографов.
- В Музее землеведения МГУ (на 24 этаже Главного здания) установлен бюст А. А. Тилло[5].